# Parco nazionale Dovre
Il parco nazionale Dovre è un parco nazionale della Norvegia, nella contea di Innlandet. È stato istituito nel 2003 e occupa una superficie di 289 km².